# 萨勒拉瓦莱特
萨勒拉瓦莱特（法語：Salles-Lavalette，法語發音：[sal lavalɛt]）是法国夏朗德省的一个市镇，属于昂古莱姆区。

## 地理
萨勒拉瓦莱特（45°23'0"N, 0°14'4"E）面积20.15 平方千米，位于法国新阿基坦大区夏朗德省，该省份为法国西部内陆省份，北起德塞夫勒省和维埃纳省，东临上维埃纳省，东南至多尔多涅省，南至多爾多涅省，西接滨海夏朗德省。
与萨勒拉瓦莱特接壤的市镇（或旧市镇、城区）包括：瑞尼亚克、蒙蒂尼亚克勒科克、帕吕欧、沃拉瓦莱特、楠特伊-欧里亚克德布尔扎克、旺杜瓦尔、蒙莫罗。

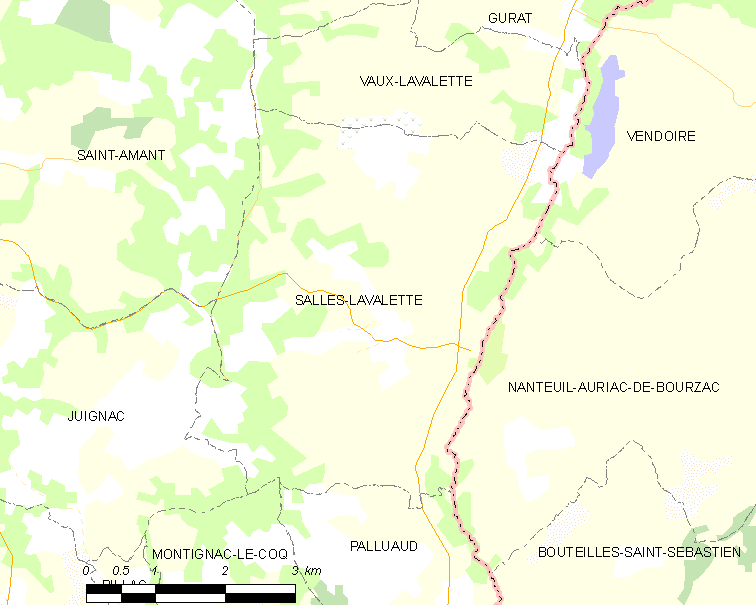
萨勒拉瓦莱特的OSM定位图

萨勒拉瓦莱特的时区为UTC+01:00、UTC+02:00（夏令时）。

## 行政
萨勒拉瓦莱特的邮政编码为16190，INSEE市镇编码为16362。

## 政治
萨勒拉瓦莱特所属的省级选区为蒂德-拉瓦莱特县。

## 人口

1962-2008年间萨勒拉瓦莱特人口变化图示

萨勒拉瓦莱特于2022年1月1日时的人口数量为311人。